# 旗本寄合席
旗本寄合席（日语：／），正式名称为寄合，是日本江户幕府中的一种家格，指拥有3000石以上俸禄且无职务的高级旗本或布衣以上的退职者（役寄合）。旗本的家格中还有高家和小普请组，受若年寄管理。交代寄合也属于旗本寄合席，需缴纳寄合御役金，但受老中管辖。幕末时期，包括交代寄合在内共有180个旗本寄合席家族。